# Nychiodes palaestinensis
Nychiodes palaestinensis là một loài bướm đêm trong họ Geometridae.